# Criminalité en Arabie Saoudite

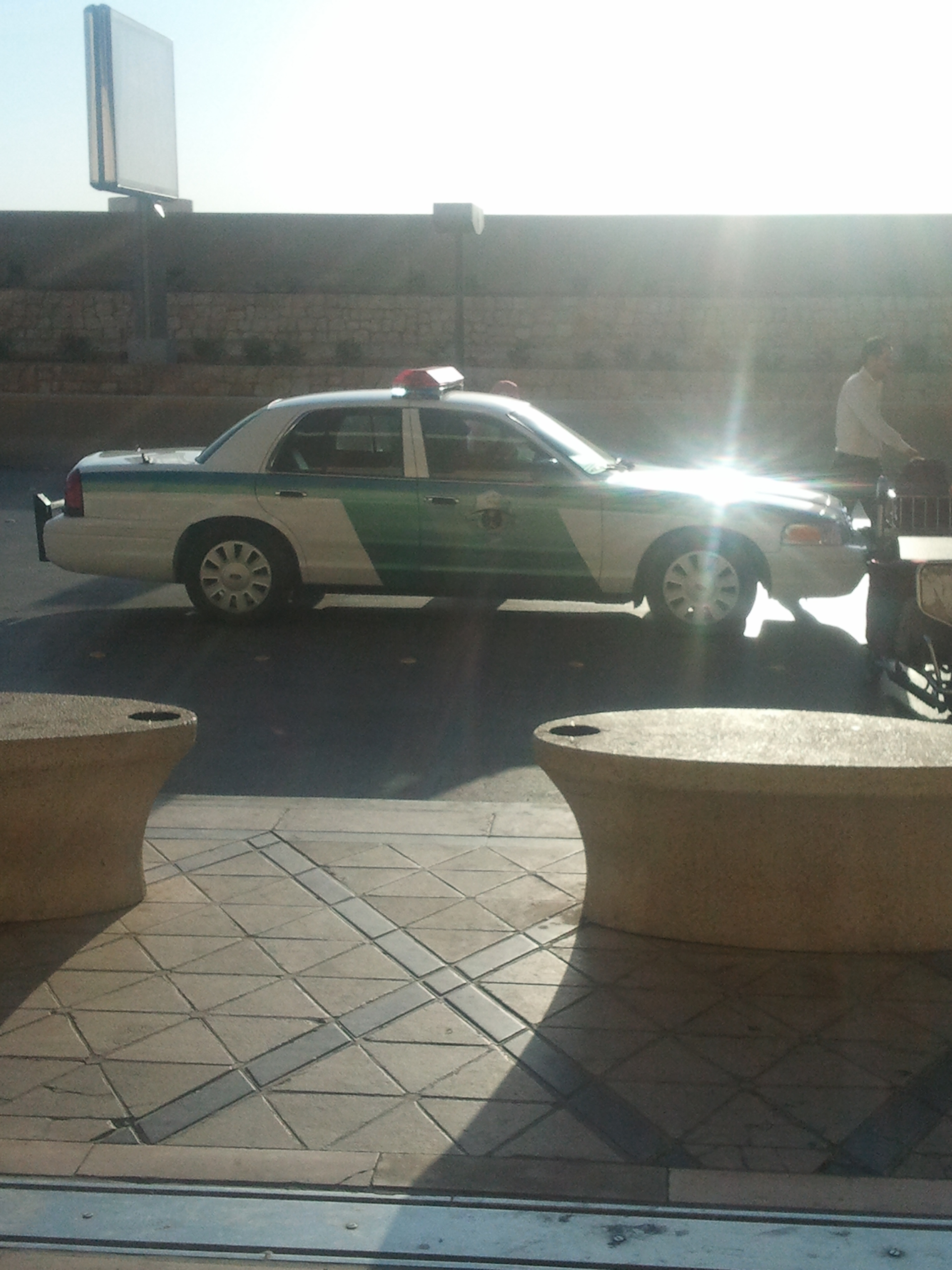
Une voiture de police de la circulation à Riyad

La criminalité en Arabie saoudite est faible,, par rapport aux pays industrialisés. Les activités criminelles ne visent généralement pas les étrangers et sont principalement liées à la drogue. Les petits délits tels que les vols à la tire et les vols de sacs à l'arraché existent, mais sont extrêmement rares. Durant la période du Hajj et de la Omra dans les villes saintes de La Mecque et de Médine, les incidents de vol à la tire se sont multipliés, en particulier chez les femmes. Les plaintes pour agressions violentes sont rares en général mais la brutalité est devenue plus fréquente en raison des pressions économiques exercées sur les travailleurs expatriés au cours des dernières années. En 2013, le nombre de cas de criminalité signalés par le ministère de la Justice était de 22 113, soit une augmentation de 102 % par rapport à 2012,.

## Contexte

### Rapports
Selon le Conseil consultatif sur la sécurité à l'étranger (OSAC) du Département d'État américain, en 2014, « les citoyens américains et occidentaux continuent de signaler des incidents criminels, y compris des vols et des tentatives de vol ». Les agressions sexuelles ne seraient que rarement déclarées « parce que les victimes sont généralement stigmatisées ». Comme en 2009, où une femme de 23 ans a été condamnée à un an de prison et à 100 coups de fouet pour adultère après avoir été violée par cinq hommes. Il y a un autre exemple, en 2007, une jeune femme de 19 ans, victime d'un viol par sept hommes, a été condamnée à six mois de prison et à 200 coups de fouet.

### Histoire
Alors que dans les années 1980, le royaume se vantait d'être « pratiquement sans criminalité »,le taux de criminalité chez les jeunes sans emploi a augmenté de 320 % entre 1990 et 1996. Les condamnations pour possession de drogue sont passées de 4 279 en 1986 à 17 199 en 2001. L'augmentation de la criminalité s'explique par « un boom démographique, des changements sociaux rapides et un chômage massif » qui ont entraîné « un effondrement des formes traditionnelles de contrôle et de contrainte sociale.»

## Types de criminalité

### Vol
Ce sont les petits vols qui constituent un problème en particulier dans les zones très peuplées. Bien que le pays dispose de lois strictes interdisant le trafic de stupéfiants, un trafic illicite important se déroule par l'intermédiaire de canaux clandestins, notamment de marijuana, de cocaïne et de drogues psychédéliques cultivées localement. Le trafic de stupéfiants constitue un crime passible de la peine de mort en Arabie Séoudite.
Cependant, malgré des lois sévères, l'Arabie saoudite est signataire des trois conventions internationales sur le contrôle des drogues. Pour lutter contre le blanchiment d’argent, des lois supplémentaires et plus précises ont été promulguées. Le pays a mis en œuvre les quarante recommandations du Groupe d’action financière sur le blanchiment de capitaux (GAFI) pour lutter contre le blanchiment d'argent ainsi que les huit recommandations du GAFI concernant le financement de la lutte contre le terrorisme. Une cellule de renseignements financiers chargée de surveiller les flux financiers a également été créé.
Le crime le plus courant en 2002 était le vol, qui représentait un peu moins de la moitié du total des crimes signalés.

### Terrorisme
L’Arabie saoudite a connu de nombreux attentats terroristes sur son sol. En 1996, le Hezbollah Al-Hejaz a attaqué un bâtiment a attaqué un bâtiment dans la ville pétrolière de Khobar, tuant 19 personnes. Divers groupes iraniens ont également tenté de semer la terreur en Arabie saoudite. De 2000 à 2004, lorsqu'un certain nombre de travailleurs expatriés ont été tués dans des attentats à la voiture piégée, des questions ont été soulevées quant au sérieux et à la sincérité des efforts saoudiens pour prévenir les attaques ou enquêter sur celles-ci. Avant mai 2003, les seules déclarations publiques faisant état d'une enquête ou de poursuites en cas d'attentats étaient des accusations saoudiennes contre les expatriés occidentaux (principalement britanniques) eux-mêmes. Les Saoudiens ont arrêté et détenu plusieurs d'entre eux, affirmant qu'ils étaient des « trafiquants d'alcool » se livrant à une guerre de territoire pour la distribution illégale d'alcool.
Selon l'auteur Thomas Hegghammer, « aujourd'hui, en dehors de l'Arabie saoudite, rares sont ceux qui croient que ce sont des trafiquants d'alcool qui ont commis les attentats à la bombe », car les suspects étaient des professionnels bien rémunérés sans antécédents de crimes violents, aucune preuve médico-légale n'a été fournie contre eux, et des attaques de nature très similaire contre des ressortissants occidentaux se sont poursuivies malgré l'arrestation des auteurs présumés de ces actes
Après que 26 étrangers ont été tués en mai 2003 lors des Attentats de Ryad par trois voitures piégées contre des résidences étrangères à Riyad, des sources de renseignement américaines citées par lele Daily Telegraph ont déclaré que l'opération « dépendait d'un niveau important de connaissance des résidences de l'intérieur », et ces éléments ainsi que d'autres indiquent qu'Al -Qaïda a infiltré même la Garde nationale d'élite, qui était chargée de la sécurité des résidences. Les poseurs de bombes portaient des uniformes des forces de sécurité, tant dans l'attentat de mai 2003 que dans un autre en novembre.
En mai 2004, des militants ont pris des dizaines d'otages en attaquant trois bâtiments à Khobar pendant 25 heures, tuant 22 personnes et en blessant 25 autres - principalement des travailleurs étrangers. Ils ont même tué une victime en l'attachant à l'arrière d'un véhicule et en la traînant dans la rue. Bien qu'encerclés par les forces de sécurité saoudiennes, trois des quatre tireurs ont réussi à s'échapper.
Même si les attaques de terroristes diminuent fortement depuis la fin de 2004, des rapports continuent de faire état d'une planification de ce type. Le ministère des Affaires étrangères et du Commerce (DFAT) du gouvernement australien a déclaré avoir reçu des rapports selon lesquels des terroristes préparent toujours des attaques contre des biens appartenant au gouvernement saoudien, comme des infrastructures pétrolières, des infrastructures aériennes, des ambassades, des hôtels, des centres commerciaux et de nombreux intérêts occidentaux tels que des complexes résidentiels, des lieux de rassemblements de touristes étrangers pour des activités récréatives ou culturelles, etc. Le département d'État américain a déclaré qu'il existe une « menace permanente pour la sécurité en raison de la présence continue de groupes terroristes, dont certains sont affiliés à Al-Qaïda. Ils peuvent prendre pour cible des intérêts occidentaux, des complexes résidentiels et d'autres installations où se réunissent des Occidentaux .» Les attaques terroristes dans le pays visent aussi bien les autochtones que les étrangers. Le DFAT déclare également que « des attaques terroristes pourraient se produire à tout moment, n'importe où en Arabie saoudite, y compris à  Riyad, Khobar et dans d'autres grandes villes. »
Le royaume a déployé des efforts qui ont été assez efficaces pour réhabiliter les terroristes prisonniers. L’Arabie saoudite dispose du meilleur programme de réhabilitation des terroristes au monde. Leur taux de récidive de ces délinquants est d’environ 3 à 4 %. Pour avoir un taux de récidive aussi bas, l'Arabie saoudite a mis en place de bonnes stratégies pour contrer les effets de l'endoctrinement des nouvelles recrues lorsqu'ils intègrent une organisation terroriste. En connaissant les étapes de l'endoctrinement, les programmes de réinsertion inversent ces effets qui sont, autorisation, isolement, déshumanisation et entraînement. Ainsi ils parviennent à réussir une réinsertion criminelle. Les programmes de réinsertion aident les délinquants violents à se réinsérer positivement dans la société libre en favorisant l'établissement de relations positives avec les pairs et la famille. Ces programmes contribuent à rétablir le lien entre la famille et le délinquant ou à aider à la création d'une famille.

### Meurtre
Le taux de meurtres en Arabie saoudite en 1988, était de 0,011 pour 100 000 habitants, les délits sexuels de 0,059 pour 100 000 habitants et les vols de 0,005 pour 100 000 habitants. Après  une étude, l'Office des Nations Unies contre la drogue et le crime a fait un rapport qui indique qu'il y avait 0,83 victime d'homicide volontaire pour 100 000 habitants en 2019.

### Crimes religieux
Le système juridique saoudien est basé sur la charia ou loi islamique qui interdit donc souvent de nombreuses activités qui ne sont pas considérés comme des crimes dans d'autres pays. Par exemples la consommation d'alcool, de porc, l'affichage public de symboles ou de textes religieux non islamiques, les liaisons extraconjugales, les œuvres d'art ou images médiatiques « indécentes », la sorcellerie, l'homosexualité, le travestissement et la fornication ou l'adultère. La plupart des pays occidentaux, qui sont des défenseurs des droits de l’homme, critiquent le système pénitentiaire saoudien pour sa politique trop répressive dans la manière dont les délinquants sont punis.
La charia prévoit trois principaux types de sanctions.
Ces trois sanctions sont « Hudud » (limite ou frontière), « Qisas » (représailles) et « Tazirat » (peines discrétionnaires). Ces peines « sont fixées par le Coran et la Sunna et ne peuvent être modifiées par les autorités judiciaires ».
La première peine, appelée Hudud (limite ou limite), comprend l’emprisonnement à vie. Malgré sa sévérité potentielle, la peine Hudud est imposée progressivement et sous surveillance de la communauté.
La seconde peine est appelée Qisas (représailles), elle est réservée aux crimes particulièrement graves tels que le meurtre et l’agression physique. Les tribunaux n'interviennent pas dans la détermination de la peine initiale, car le Qisas suit le principe de la justice du talion, selon lequel « le délinquant est puni de la même manière et par les mêmes moyens que le crime qu'il a commis ». Ainsi, la peine pour meurtre est la mort, et la peine pour agression est la bastonnade.
La troisième peine est appelée Tazirat (peines discrétionnaires). Elle dépend de la gravité du délit. Dans cette catégorie, l'approbation du Roi n'est pas requise comme dans les catégories précédentes. Ainsi, si une personne commet un péché qui viole la loi islamique, le juge peut la punir. La pratique du Tazirat inclut des punitions telles que « le fouet, la prison ou le bannissement, spécifiées par écrit ».
Des personnes ont été punies pour avoir critiqué l'Islam et d'autres religions.

### Corruption
La corruption est très répandue en Arabie Saoudite, surtout sous la forme du népotisme, de l'utilisation d'intermédiaires, la « wasta » (influence pour obtenir des faveurs), pour faire des affaires, ainsi que de systèmes de patronage. Le gouvernement saoudien et la famille royale ont souvent, et depuis de nombreuses années, été accusés de corruption,,. La corruption a été décrite comme systémique et endémique, et son existence a été reconnue et défendue par le prince Bandar bin Sultan (un membre important de la famille royale) lors d'une interview en 2001.
Bien que les allégations de corruption se soient souvent limitées à de vastes accusations non documentées, des allégations spécifiques ont été formulées en 2007, lorsqu'il a été affirmé que l'entreprise de défense britannique BAE Systems avait versé au prince Bandar 2 milliards de dollars US en pots-de-vin dans le cadre du contrat d'armement Al-Yamamah44. Le prince Bandar a nié ces allégations, ce qui a donné lieu à des enquêtes menées par les autorités américaines et britanniques en 2010 qui ont abouti à des accords de marchandage avec la société, qui a payé 447 millions de dollars d'amendes mais sans admettre avoir versé de pots-de-vin. Dans son indice annuel de perception de la corruption pour 2010, Transparency International a attribué à l'Arabie saoudite la note de 4,4 (sur une échelle de 0 à 10 où 0 correspond à « très corrompu » et 10 à « très propre »).
Lors des arrestations anti-corruption de 2017 en Arabie saoudite, le 5 novembre, 11 princes et des dizaines d'anciens ministres ont été arrêtés dans le cadre d'une nouvelle enquête anti-corruption. Parmi les personnes détenues figurent le prince Al-Waleed bin Talal, investisseur milliardaire de premier plan, Miteb bin Abdullah, ministre de la Garde nationale, et Adel Fakeih, ministre de l'Économie et de la Planification. La ligne officielle est que la purge est une réponse aux pratiques corrompues des accusés et que le comité anti-corruption a le droit d'émettre des mandats d'arrêt, d'imposer des restrictions de voyage et de geler les comptes bancaires. Il est également habilité à enquêter sur les finances et à geler les avoirs jusqu'à ce qu'une décision soit prise. La proclamation royale précise en outre : « en raison de la propension de certaines personnes à commettre des abus, à faire passer leur intérêt avant l'intérêt public et à voler des fonds publics ».
En 2018, le journaliste saoudien Jamal Khashoggi a été enlevé et tué après avoir critiqué le gouvernement saoudien.
Le 6 mars 2020, le prince héritier d'Arabie saoudite Mohammed bin Salman a détenu trois membres royaux de haut rang, dont le frère du roi Salman, le prince Ahmed bin Abdulaziz, l'ancien prince héritier Muhammed bin Nayef et son frère cadet, afin d'éliminer le risque de successeurs potentiels du trône.
Le 15 mars 2020, l'Arabie saoudite a mené une nouvelle campagne de détention massive et a arrêté 298 fonctionnaires sur les 674 personnes ayant fait l'objet d'une enquête pour suspicion de corruption. Parmi les détenus figuraient des officiers de l'armée en activité ou à la retraite, des agents de sécurité du ministère de l'intérieur, des fonctionnaires de la santé et des juges. Cette détention massive a suscité des inquiétudes en matière de droits de l'homme, Human Rights Watch ayant demandé que soient révélées les bases juridiques et les preuves de la détention de chaque personne.
Le 6 août 2020, l'ancien haut responsable du renseignement saoudien Saad AlJabri, qui s'est auto-exilé au Canada, a intenté une action en justice contre le prince héritier d'Arabie saoudite, Mohammed bin Salman, et d'autres hauts responsables. La plainte a été déposée au tribunal de Washington en vertu de la loi sur la protection des victimes de la torture, accusant le prince héritier d'avoir envoyé un commando, surnommé « Tiger Squad », en octobre 2018 pour son assassinat extrajudiciaire.
En mars 2021, plus de 240 personnes ont été arrêtées en Arabie saoudite pour corruption. Des employés des ministères de l'intérieur, de la santé, des affaires municipales et rurales et du logement, de l'éducation, des ressources humaines et du développement social, des douanes et de l'histoire postale ont été arrêtés.

## Sources
- John R. Bradley, Saudi Arabia Exposed: Inside a Kingdom in Crisis, Palgrave, 2005 (ISBN 9781403970770, lire en ligne ), 113